# 陣痛促進剤

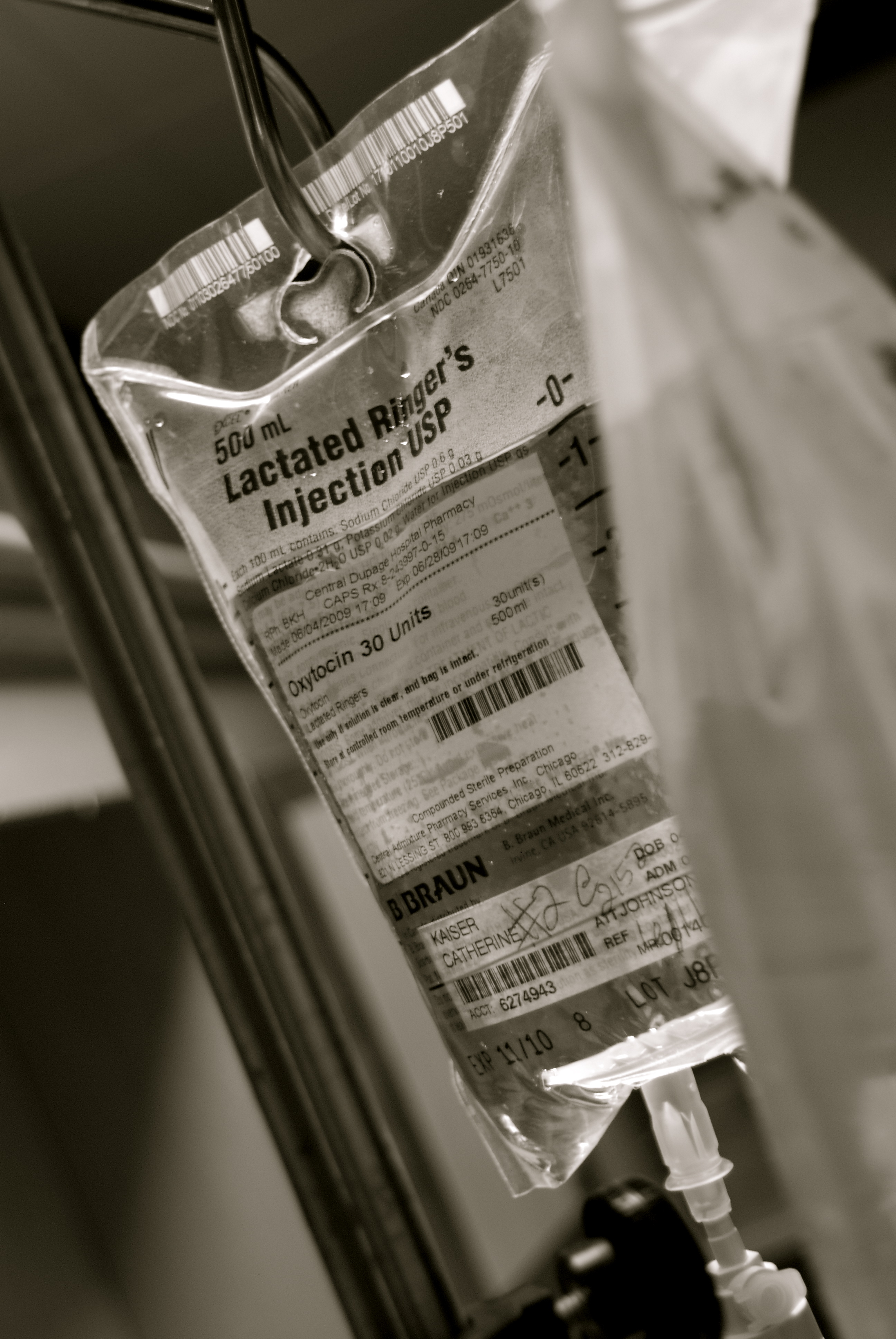
オキシトシンの点滴バッグ

陣痛促進剤（じんつうそくしんざい）とは、子宮の収縮（陣痛）を促して分娩を開始させたり、弱い陣痛を促進させたりするために用いる薬剤である。
子宮収縮剤（しきゅうしゅうしゅくざい）とも呼ばれる。

## 概要
陣痛発来の機序は不明であるが、ホルモンやホルモンに類似した生理活性物質が関与していることは明らかである。また、それらの物質を生体に投与することで人為的に陣痛を発来させることが可能である。人為的に陣痛を発来させ（分娩誘発）たり、陣痛を増強する（分娩促進）ために用いられる薬剤を陣痛促進剤と総称する。

## 陣痛促進剤
自然陣痛の場合に母体から分泌されるホルモン（オキシトシン、プロスタグランジン）を、内服もしくは点滴静脈注射で使用する。

### オキシトシン製剤
注射剤。点滴で持続的に投与し、分娩に十分な陣痛が得られるまで投与量を増やしていく。子宮の筋肉や乳房の筋肉に作用、陣痛を起こしたり母乳の出を良くする作用がある。

### プロスタグランジン製剤
子宮の筋肉に作用、陣痛を引き起こしたり陣痛の強さを強める。
- プロスタグランジンF2α製剤 - ジノプロストなど（注射剤）
- プロスタグランジンE2製剤 - ジノプロストンなど（内服）
- プロスタグランジンE1製剤 - ミソプロストールなど（内服）

## 主な使用目的
過期産の予防予定日を1週間ほど過ぎても陣痛が始まらない場合など。分娩週数が妊娠42週を過ぎた過期産では、主に胎盤機能の低下により新生児の合併症が増加することが知られている。そのため、目安として妊娠40週0日である出産予定日をある程度過ぎても陣痛が発来しない場合、妊娠41週6日までの出産をめざし過期産を予防するために分娩誘発が行われることが多く、その場合に使用される。
前期破水陣痛発来以前に破水を来した場合、子宮内感染の危険が高まることから分娩誘発が必要となることがあり、その場合に使用される。
子宮内環境／母体の健康の悪化胎盤機能の悪化、子宮内感染、胎児の臓器不全などにより、長く胎児が子宮内に留まっている事がデメリットになる場合や、妊娠高血圧症候群などの母体合併症のため妊娠の継続が母体の健康を著しく損じると考えられる場合、分娩誘発が必要となることがあり、その場合に使用される。
微弱陣痛母体疲労などのため陣痛力が弱い場合。分娩せずに長時間経過すると母体にも胎児にも危険である。

## 安全性
ヒトは他の哺乳類と比べて、頭が大きかったり二足歩行で内臓を支えるために骨盤が狭まっていたりする分、出産が「重い」傾向にある。そのため、陣痛促進剤により陣痛を促さないと母体が危険な場合がある。時に医療介入を必要とする出産もあるが、9割近くは正常な出産であり、自然な経過で出産にいたる。時間帯によっては医師の人手が足りない場合は多く陣痛促進剤の使用が止むを得ない場合もある。しかし薬剤には必ず副作用があり、不適切な使用によって問題を引き起こす場合もある。死亡例も多々確認されており、多用が問題視されている。
薬剤の使用に当たって、その反応には個体差があるため、陣痛が強くなり過ぎて、まれに子宮破裂や胎児仮死などが起こる危険性がある。そのような危険を避けるために、薬剤の使用に際しては精密輸液ポンプを用い、投与量について細心の注意が払われたり、陣痛や胎児の状態を的確に把握するために分娩監視装置を装着するなどの処置が行われたりする。